# Ava (poetisa)

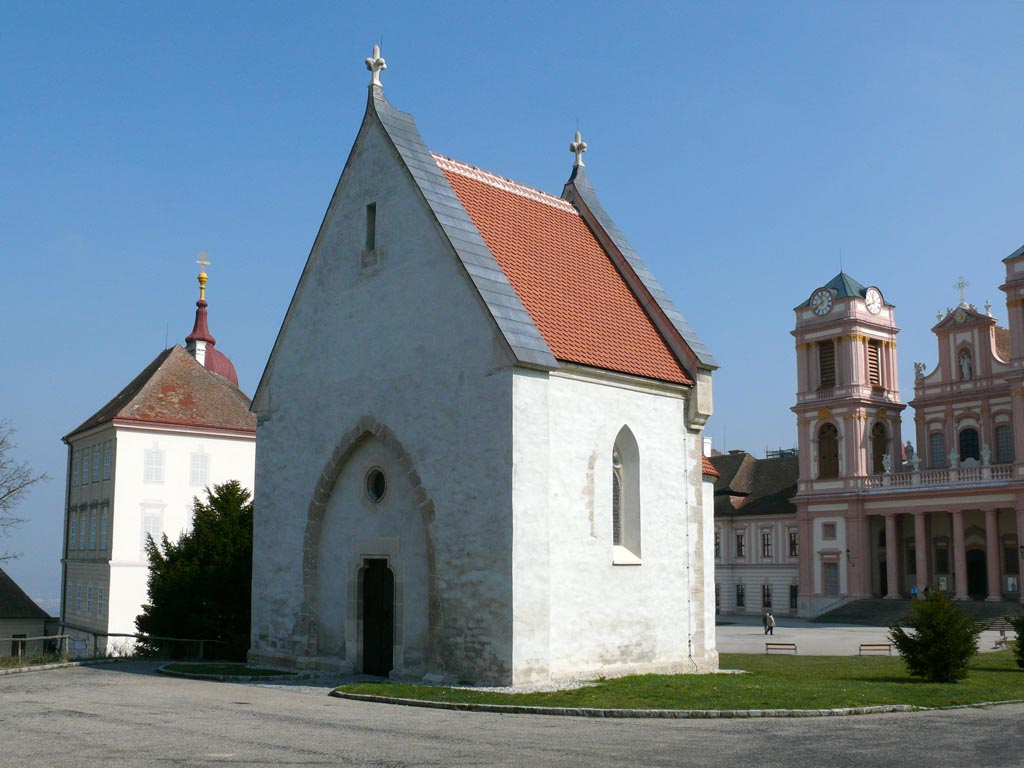
Capilla en el convento Göttweig

Ava (ca. 1060-7 de febrero de 1127) también conocida como Frau Ava , Ava de Göttweig o Ava de Melk, fue la primera mujer autora, nombrada dentro de cualquier género en la literatura alemana.

## Vida y muerte
La vida de Ava fue una vida normal; estuvo casada y engendró dos hijos: Hartmann y Heinrich. Cuando Ava enviudó se retiró a vivir a un monasterio. Sus dos hijos, que muy probablemente fueron sacerdotes, apoyaron a su madre en la creación de su poesía religiosa.
Al final del poema, Das Jüngste Gericht(El juicio final), Ava evoca a sus hijos:
Dizze buoch dihtôte zweier chinde muoter.
diu sageten ir disen sin. michel mandunge was under in.
der muoter wâren diu chint liep, der eine von der werlt sciet.
nu bitte ich iuch gemeine, michel unde chleine,
swer dize buoch lese, daz er sîner sêle gnâden wunskende wese.
unde dem einen, der noch lebet unde der in den arbeiten strebet,
dem wunsket gnâden und der muoter, daz ist AVA.
En su poesía Ava utilizó relatos propios de la religión cristiana, así como trabajos de Beda, Rabano Mauro y Alcuino de York, al igual que de otros varios poetas.
La poetisa es generalmente identificada como una tal Ava, que después de la muerte de su esposo, vivió como una anacoreta en la finca de la Abadía de Göttweig en la Baja Austria, cerca de Krems, o tal vez en la Abadía de Melk.
Ava murió en una antigua capilla, que parece ser la actual capilla de San Blas en Klein-Wien, allí mismo, cerca de Göttweig existe todavía hoy una torre llamada "Torre de Ava".

## Obra
- "Johannes"
- "Leben Jesu"
- "Antichrist"
- "Das Jüngste Gericht"

## Honores

### Premio literario Señora Ava
En 2001 se inició la creación del premio y en 2003 fue otorgado por primera vez, abierto a obras de escritoras alemanas, religiosas o políticas dirigidas a temas espirituales.